# Simon Hughes
Simon Hughes, né le 17 mai 1951, est un homme politique britannique, initialement membre du Parti travailliste.
Il devint le leader adjoint des libéraux-démocrates 9 juin 2010. Il fut auparavant président des libéraux-démocrates de 2004 à 2008.
Il était également membre du Parlement pour Bermondsey de 1983 jusqu'à 2015, quand il a perdu aux travaillistes.